# Romanogobio albipinnatus
Romanogobio albipinnatus és una espècie de peix cipriniforme de la família dels ciprínids.

## Morfologia
Els mascles poden assolir els 13 cm de longitud total.

## Distribució geogràfica
Es troba a Àustria, Alemanya, Bulgària, Croàcia, Hongria, Romania, Sèrbia i, probablement també, a Bòsnia i Hercegovina, Txèquia, Eslovàquia, Moldàvia, Rússia i Ucraïna.